# Alkínoos Ioannídis
Pour les articles homonymes, voir Ioannidis.
Alkínoos Ioannídis (en grec : Αλκίνοος Ιωαννίδης, né le 19 septembre 1969 à Nicosie) est un chanteur chypriote.

## Sources
- (en) Cet article est partiellement ou en totalité issu de l’article de Wikipédia en anglais intitulé « Alkinoos Ioannidis » (voir la liste des auteurs).

- (el) Cet article est partiellement ou en totalité issu de l’article de Wikipédia en grec moderne intitulé « Αλκίνοος Ιωαννίδης » (voir la liste des auteurs).